# Domenico Zipoli
Répertoire
Te Deum laudamus, oratorio, orgue, clavecin
Domenico Zipoli, né le 17 octobre 1688 à Prato, en Toscane (Italie), et décédé le 2 janvier 1726, à Córdoba (Argentine), est un jésuite italien et musicien baroque. Missionnaire dans les Réductions du Paraguay, où ses compositions musicales et liturgiques contribuèrent à adapter le baroque européen aux goûts musicaux des Guaranis et autres populations indigènes d'Amérique du Sud.

## Biographie

### Formation musicale
Zipoli est né dans la petite ville toscane de Prato, le 16 ou 17 octobre 1688. Il y commence ses études musicales auprès du maître de chapelle de la cathédrale. Grâce à une bourse accordée en 1707, par le grand-duc de Toscane Cosme III de Médicis, il se rend à Florence continuer son apprentissage musical, sous la direction de Giovani Maria Casini. En 1712 il étudie à Naples avec Alessandro Scarlatti, qu'il quitta à la suite d'une mésentente. Martini rapporte en ces mots le départ de Naples : « pour cause de fortes divergences de points de vue avec Scarlatti ». Ce sont ensuite Bologne et Rome, où il travaille avec Bernardo Pasquini. Deux de ses oratorios datent de cette époque : San Antonio di Padova (1712) et Santa Caterina, Vergine e martire (1714). En 1715 il est nommé organiste à l'église du Gesù à Rome — un poste prestigieux. L'année suivante est publié son chef-d'œuvre, Sonate d'lntavolatura pour orgue et clavecin.

### Jésuite au Paraguay
Pour des raisons qui ne sont pas connues, en 1716 Zipoli se trouve à Séville (Espagne), où il entre au noviciat jésuite le 1er juillet de la même année. Répondant à son souhait, le Provincial l'envoie dans les colonies espagnoles d'Amérique du Sud, alors qu'il est encore novice. Avec un groupe de 53 missionnaires, il arrive le 13 juillet 1717 à Buenos Aires. Il termine sa formation religieuse et ses études sacerdotales à Córdoba (1717-1724). Cependant, comme aucun évêque n'était disponible, il ne fut pas ordonné prêtre. Durant ces années il fut maître de musique (fonction appelée aujourd'hui « maître de chapelle »). Le poste comprenait (comme il était ordinaire) les tâches de compositeur, de professeur et de chef de chœur. Dans le cas présent, comme dans d'autres, il comprenait aussi celles d'organiste. Bientôt, ses œuvres furent connues dans toutes les Réductions des territoires espagnols (du Paraguay au Pérou) parmi les Chiquitos et Guaranis. 
Frappé de tuberculose, il mourut à Santa Catalina, près de Córdoba, le 2 janvier 1726, âgé de seulement 37 ans. On ne connaît pas le lieu exact de sa sépulture.

## Appréciation
Ses œuvres connurent un grand succès auprès des peuples indigènes des Réductions jésuites, en particulier les Guaranis. Ce qu'il composa en Italie a toujours été connu, mais à partir de 1957 certaines pièces de musique d'église composées plus spécifiquement pour les peuples des Réductions furent retrouvées dans des archives à Chiquitos (en Bolivie) : deux messes, deux psaumes, trois hymnes et un Te Deum laudamus. Trois sections d'un oratorio, San Ignacio de Loyola, réarrangées à Chiquitos de nombreuses années après la mort de Zipoli, semblent bien être de sa main. 
Pendant de nombreuses années, des compositions musicales de Zipoli furent jouées et chantées par des chœurs guaranis et autres, même longtemps après sa mort. Invités dans les cathédrales des villes coloniales espagnoles ces chœurs étonnaient et émerveillaient les auditeurs et visiteurs étrangers qui reconnaissaient que la qualité de leur interprétation était égale à ce qu’ils avaient vu en Europe. Indirectement cela contribua à faire reconnaître que les indigènes étaient bien des êtres humains.
Fort appréciée de ses confrères jésuites, la musique de Zipoli eut également une grande influence sur d'autres compositeurs. Zipoli est un cas unique de compositeur baroque, reconnu en Europe, faisant l'effort de comprendre une réalité culturelle étrangère et à s'y adapter de manière créative.

## Œuvres
Domenico Zipoli est avant tout connu pour ses pièces d'orgue et de clavecin. D'ailleurs, seule une partie de sa musique vocale et religieuse nous est parvenue.

### Musique vocale
- Missa Brevis ("Missa Zipoli“) en fa majeur,
- Missa di S. Ignazio en fa majeur,
- Vêpres solennelles de San Ignacio,
- Missa di Potosí en fa majeur,
- également des psaumes, des hymnes, motets, etc.

### Musique instrumentale
- Sonate d’Intavolatura per Organo e Cimbalo, Rome 1716 (Offertoire, Pastorale, Canzone, Elevazione, Post comunio, Toccata, Versi, Suites, Partite),
- Adagio per oboe, cello, organo et orchestra (à écouter avant de passer au thème du père Gabriel du film Mission par Ennio Morricone)
- et d'autres pièces pour instruments à clavier.